# Empoasca setsukoae
Empoasca setsukoae är en insektsart som beskrevs av Rauno E. Linnavuori 1975. Empoasca setsukoae ingår i släktet Empoasca och familjen dvärgstritar. Inga underarter finns listade i Catalogue of Life.